# Cuenca de Viena

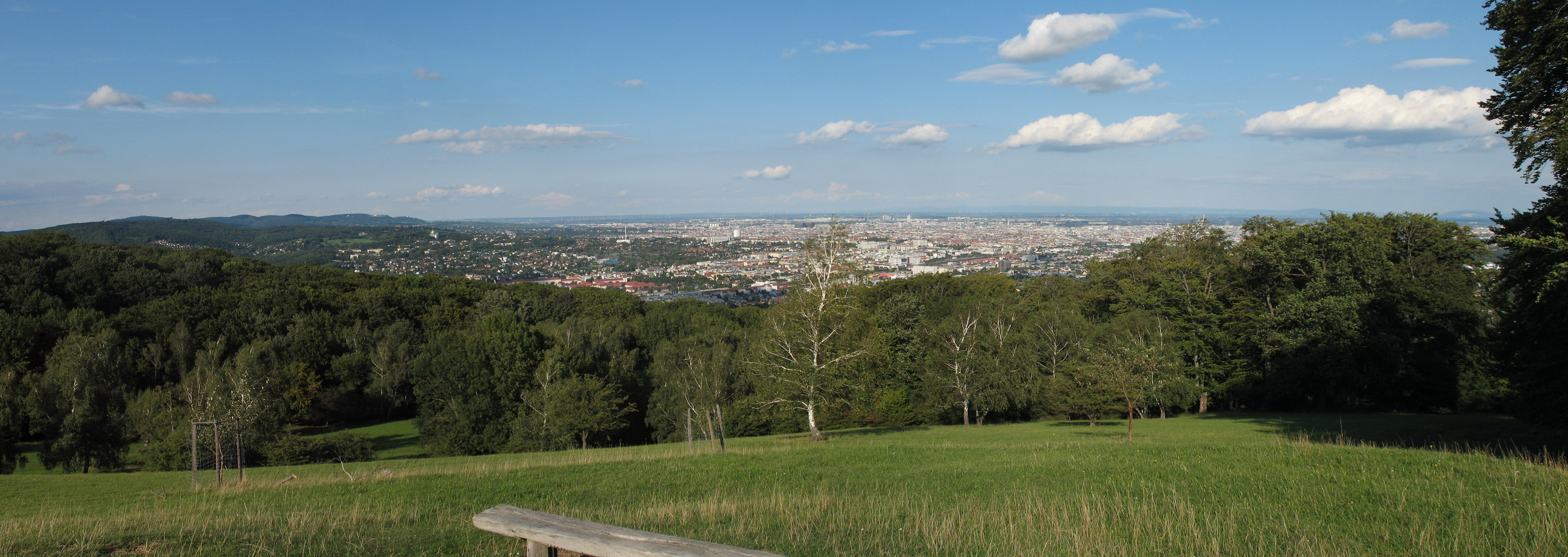
Vista de Viena desde el Lainzer Tiergarten

La cuenca de Viena  (alemán: Wiener Becken, checo: Vídeňská pánev, eslovaco: Viedenská kotlina) es una cuenca sedimentaria geológicamente joven en la zona de unión entre los Alpes, los Cárpatos y la llanura panónica. Aunque separa topográficamente los Alpes de los Cárpatos occidentales, los conecta geológicamente a través de las correspondientes rocas subterráneas.

## Geografía
El área bastante plana tiene forma de huso, y un área aproximada de 50 km por 200 km. En el norte se extiende hasta la meseta de Marchfeld más allá del río Danubio. En el sudeste, las montañas Leitha la separan de la Pequeña Llanura Húngara. Al oeste, limita con los Alpes de Gutenstein y las cordilleras de los Bosques de Viena de los Alpes Calizos del Norte. El Danubio entra en la cuenca por la cluse de la Puerta de Viena cerca del monte Leopoldsberg, sale por la Puerta de Devín en los Pequeños Cárpatos al este de Hainburgo.
A partir de finales del siglo XII, las fortalezas de Wiener Neustadt y Hainburg fueron erigidas en el borde sudoriental y oriental como muro defensivo contra los ataques de las tierras húngaras aguas abajo del río Danubio. No obstante, las fuerzas del rey Matías Corvino entraron en la cuenca de Viena durante la guerra austro-húngara en 1485 para iniciar el asedio de Viena. Fue nuevamente invadida por las tropas otomanas, que sitiaron la ciudad en 1529 y 1683.

## Estructuración

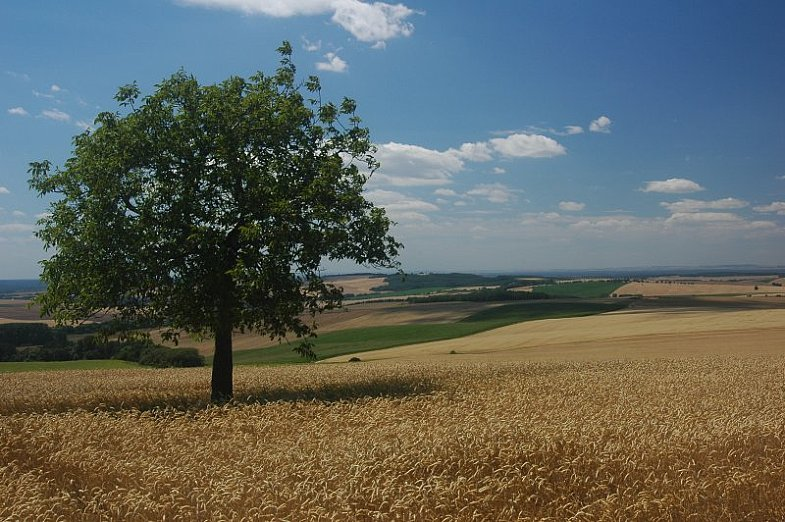
Las colinas Chvojnice en Eslovaquia

Más del 80% del área de la cuenca pertenece a los estados austriacos de Baja Austria y Viena. Las partes septentrionales de los ríos Morava (March) y Thaya forman parte de la República Checa y Eslovaquia. A lo largo del borde meridional y occidental, hay manantiales geotermales y minerales en varias ciudades balnearias como Baden, Bad Vöslau y Bad Fischau-Brunn.
Partes:
- La cuenca de Viena propiamente dicha. La parte correspondiente  a la República Checa se llama Dolnomoravský úval (Valle del Bajo Morava), mientras que la de Eslovaquia se llama Borská nížina (Llanura de Bor, parte de la región de Záhorie)
- Marchfeld (Moravské polo) en Baja Austria
- Colinas de Chvojnice (Chvojnická pahorkatina) en Eslovaquia.

La llanura de Bor y las colinas de Chvojnice se conocen colectivamente como Záhorská nížina (llanura de Záhorie).

## Geología
Las formaciones de la cuenca de Viena son una serie de capas sedimentarias que se depositaron en el Neógeno. Se formó por un mecanismo de separación y el sistema de fallas de la cuenca de Viena, en el que se encuentra la cuenca de Viena, permanece sísmicamente activo. Los terremotos importantes que se propagaron por la cuenca de Viena incluyen el terremoto de Neulengbach de 1590, y el fuerte temblor que golpeó a Carnuntum a mediados del siglo IV.